# Вальдемар Лунд
Вальдемар Лунд Єнсен (дан. Valdemar Lund Jensen, нар. 28 травня 2003, Копенгаген, Данія) — данський футболіст, центральний захисник норвезького клубу «Молде».

## Ігрова кар'єра

### Клубна
Вальдемар Лунд є уродженцем Копенгагена і займатися футболом починав в академії столичного клубу «Копенгаген». Дебютну гру в основі Лунд провів у матчі чемпіонату Данії 31 жовтня 2021 року. Невдовзі футболіст отримав важку травму стегна і був змушений залишатися поза грою майже до кінця сезону. У складі «Копенгагена» Лунд двічі вигравав національний чемпіонат Данії.
Перед початком сезону 2024 року Вальдемар Лунд перейшов до норвезького клубу «Молде», з яким підписав контракт на п'ять років.

### Збірна
З 2018 року вальдемар Лунд захищав кольори юнацьких збірних Данії. У 2021 році він почав свої виступи у молодіжній збірній Данії.

## Титули
Копенгаген
 Чемпіон Данії (2): 2021/22, 2022/23
 Переможець Кубка Данії: 2022/23